# Nièvre (megye)
Koordináták: é. sz. 47° 05′, ny. h. 6° 30′47.083333°N 6.500000°W
Nièvre (IPA: [njɛvʁ]) megyét az alkotmányozó nemzetgyűlés 1790. március 4-i határozata nyomán hozták létre a francia forradalom idején.

## Elhelyezkedése
Nièvre megye Burgundia-Franche-Comté régió (2015 végéig Burgundia régió) része. A megyét északon a Yonne, keleten a Côte-d’Or,  délkeleten a Saône-et-Loire, délen  az Allier, nyugaton a Cher, északnyugaton a Loiret megyék határolják.

## Települések
A megye legnagyobb városai 2011-ben:
| Település             | Népesség (fő, 2011) |
| --------------------- | ------------------- |
| Nevers                | 36 210              |
| Cosne-Cours-sur-Loire | 10 653              |
| Varennes-Vauzelles    | 9 623               |
| Decize                | 5 777               |
| La Charité-sur-Loire  | 5 129               |